# الأفشين (نحوي)
أبو عبد الله محمد بن موسى بن هاشم بن يزيد (؟ - 307هـ/921م)، ويُعرَف بالأفشين. هو أديب ونحويٌ ومؤرخ أندلسي من القرطبة، عاش في القرن الرابع الهجري، وهو من أوائل النحاة في الأندلس، ويعُدُّه مؤَرِّخو النحو العربي من رجال المدرسة النحوية الأندلسية.

## سيرته
اسمه الأصلي هو محمد بن موسى بن هاشم بن يزيد، وقِيل بن زَيد، ويُلَقَّب بالأفشِين أو الأفشَنِين أو الأفشَتِين أو الأقشَنِين أو الأقشَتِيق، وهو تعريب لليونانية (ευχή) وتعني الدعاء والابتهال. نشأ الأفشين في قرطبة، وهو مولى المنذر بن محمد بن عبد الرحمن أمير الأندلس، وتتلمذ هناك وأخذ علوم اللغة والنحو، ثُمَّ هاجر إلى المشرق، ودخل مصر والتقى بأبي محمد بن قتيبة الدينوري، وسمع مؤلفاته من إبراهيم بن جميل الأندلسي بمصر، ثُمَّ اتجه إلى البصرة وتتلمذ لدى أبي عثمان المازني، وأخذ عنه كتاب سيبويه وعاد إلى الأندلس، وهو أوَّل من يُدخِل كتاب سيبويه إلى الأندلس. كان الأفشين إلى جانب علمه الغزير بالنحو مُطَّلِعاً على الأحوال الأدبية في الأندلس، وألَّف كتاباً يؤرِّخ لطبقات الأدباء. تُوفِّي في شهر رجب من سنة 307، وقيل أنَّ وفاته كانت في 309.

## مؤلفاته
تُنسَب إليه المؤلفات التالية:
- «طبقات الكتاب بالأندلس».
- «شواهد الحكم».
- «الموفق».
- «الرائق».
- «فضائل المستبصرة».